# Sphaeriestes aeratus
Sphaeriestes aeratus es una especie de coleóptero de la familia Salpingidae.

## Distribución geográfica
Habita en Europa.